# 西有田町
西有田町（にしありたちょう）は佐賀県西部にあった町。西松浦郡に属した。磁器の産地として知られる有田町や伊万里市に隣接しており、有田焼の窯元が数多く立地する。
2006年3月1日に有田町（ありたまち）と対等合併し、有田町（ありたちょう）となった。

## 地理
佐賀県の最西部に位置し、町域の一部は長崎県に接する。

### 隣接していた自治体
- 伊万里市
- 西松浦郡：有田町
- 杵島郡：山内町
- 長崎県佐世保市

## 歴史
- 1955年（昭和30年）4月1日 - 西松浦郡曲川村と大山村が対等合併し、西有田村が発足。
- 1956年（昭和31年） - 曲川のうち上南川良山、下南川良山、南川原、青木各地区が有田町へ編入、有田町大字・西部（せいぶ）となる。
- 1965年（昭和40年）4月1日 - 町制施行。西有田町となる。
- 2006年（平成18年）3月1日 - 有田町と対等合併し、新たに有田町となり消滅。同時に、町内の3大字は以下のように再編される[1]。
  - 山谷 → 二ノ瀬、山谷牧、下山谷、上山谷、岳、山谷切口
  - 大木 → 広瀬山、広瀬、立部、大木宿、山本、桑木原、山谷牧、下山谷
  - 曲川 → 蔵宿、仏ノ原、黒川、代々木、上本、下本、原明、舞原、楠木原、北ノ川内、上内野、下内野

## 産業
- 農産品：佐賀牛・ごどうふ・巨峰ぶどうなど
- その他の特産品：有田焼

## 地域

### 教育

#### 小・中学校
町立
- 西有田中学校
- 曲川小学校
- 大山小学校

## 交通
- 最寄り空港は長崎空港。

### 鉄道
- 松浦鉄道西九州線：黒川駅 - 蔵宿駅 - 西有田駅 - 大木駅 - 山谷駅 - 夫婦石駅

### 道路

#### 一般国道
- 国道35号
- 国道202号
- 国道498号

#### 主要県道
- 佐賀県道4号川棚有田線

## 名所・旧跡・観光
- 竜門峡（名水百選｢竜門の清水｣）